# Pace (Laufsport)
Mit Pace wird im Laufsport ermittelt, in welcher Zeit ein Läufer eine bestimmte Distanz zurücklegt. Als Einheit wird Minuten pro Kilometer oder Minuten pro Meile verwendet.
Viele Trainingspläne nutzen die Pace als Steuergröße für die unterschiedlichen Belastungen der Trainingseinheiten und geben Länge und Pace vor. Dazu geben die meisten GPS-Sportuhren die momentane Pace und die bislang gelaufene Durchschnitts-Pace an.

## Berechnung
Die in Minuten pro Kilometer angegebene Pace ist der Kehrwert der Geschwindigkeit in Kilometern pro Minute:
{\displaystyle Pace={\frac {min}{km}}=\left({\frac {km}{min}}\right)^{-1}}

## Tabelle
| Pace in min/km mm:ss | Geschwin- digkeit in km/h | 5 km hh:mm:ss | 10 km hh:mm:ss | 21,1 km hh:mm:ss |
| -------------------- | ------------------------- | ------------- | -------------- | ---------------- |
| 04:00                | 15,0                      | 00:20:00      | 00:40:00       | 01:24:24         |
| 04:15                | 14,1                      | 00:21:15      | 00:42:30       | 01:29:41         |
| 04:30                | 13,3                      | 00:22:30      | 00:45:00       | 01:34:57         |
| 04:45                | 12,6                      | 00:23:45      | 00:47:30       | 01:40:14         |
| 05:00                | 12,0                      | 00:25:00      | 00:50:00       | 01:45:30         |
| 05:15                | 11,4                      | 00:26:15      | 00:52:30       | 01:50:47         |
| 05:30                | 10,9                      | 00:27:30      | 00:55:00       | 01:56:03         |
| 06:00                | 10,0                      | 00:30:00      | 01:00:00       | 02:06:36         |
| 06:30                | 9,2                       | 00:32:30      | 01:05:00       | 02:17:09         |
| 07:00                | 8,6                       | 00:35:00      | 01:10:00       | 02:27:42         |
| 07:30                | 8,0                       | 00:37:30      | 01:15:00       | 02:38:15         |
| 08:00                | 7,5                       | 00:40:00      | 01:20:00       | 02:48:48         |
| 09:00                | 6,7                       | 00:45:00      | 01:30:00       | 03:09:54         |
| 10:00                | 6,0                       | 00:50:00      | 01:40:00       | 03:31:00         |
| 11:00                | 5,5                       | 00:55:00      | 01:50:00       | 03:52:06         |
| 12:00                | 5,0                       | 01:00:00      | 02:00:00       | 04:13:12         |

## Einige Paces in min/km
| Weltrekord 1000-Meter-Lauf                                                                 | 2:12 min/km  |
| Weltrekord 1-Meilen-Lauf                                                                   | 2:19 min/km  |
| Weltrekord 5000-Meter-Lauf                                                                 | 2:31 min/km  |
| Weltrekord 10.000-Meter-Lauf (Bahn)                                                        | 2:37 min/km  |
| Weltrekord Halbmarathon                                                                    | 2:44 min/km  |
| Weltrekord Marathonlauf                                                                    | 2:53 min/km  |
| Weltrekord 100-km-Lauf                                                                     | 3:42 min/km  |
| Ein Marathonlauf in 3:00:00 h                                                              | 4:16 min/km  |
| Anforderung für Rekruten der Bundeswehr beim 1000-m-Lauf                                   | 6:30 min/km  |
| Forderung für das Zeitlimit (6 h 15 min) beim Berlin-Marathon                              | 8:53 min/km  |
| Mindestanforderung, um in einem Backyard Ultra nicht auszuscheiden                         | 8:57 min/km  |
| Bestzeit 2015 im Self-Transcendence 3100 Mile Race (4989 km, längere Schlafpausen möglich) | 11:39 min/km |

Im Vergleich dazu beträgt die Pace eines langsamen Wanderers (nach Wanderwegnormen) 15 Minuten pro Kilometer, wenn er im flachen und technisch einfachen Gelände unterwegs ist. Ein üblicher Wanderer, der auf flacher Strecke 6 Kilometer in einer Stunde zurücklegt, hat eine Pace von 10 min/km.